# Джозеф Паркер
Джозеф Паркер (англ. Joseph Parker; нар. 9 січня 1992, Окленд, Нова Зеландія) — новозеландський боксер-професіонал, який виступає у важкій ваговій категорії (англ. Heavyweight), чемпіон світу за версією WBO (2016—2018), «тимчасовий» чемпіон WBO (2024—т.ч.).

## Любительська кар'єра
Найбільшим досягненням Паркера на любительському ринзі є срібна медаль юнацьких Олімпійських іграх 2010 року, де у фіналі він програв Тоні Йоці.
Чемпіонат світу 2011
- 1/32 фіналу. Переміг Нікіту Макулевіца (Латвія) 14-10
- 1/16 фіналу. Програв Чжан Чжілею (Китай) 7-15

Брав участь у чемпіонаті світу 2011 року, але у другому бою програв срібному призеру Олімпійських ігор 2008 року Чжан Чжілею.
Через не дуже успішні виступи протягом 2011 та 2012 років не зумів кваліфікуватися на Олімпійські ігри 2012 року та вирішив перейти у професіональний бокс.

## Професійна кар'єра

### Паркер проти Руїза
У жовтні 2016 року через проблеми з допінговою справою, наркотиками і депресією британець Тайсон Ф'юрі добровільно відмовився від чемпіонських поясів WBO і WBA. Дуже швидко Всесвітня боксерська організація вирішила, що бій за вакантний титул мали провести перший номер рейтингу WBO Джозеф Паркер і Енді Руїз, що займав третій рядок рейтингу. Вже у листопаді команди Паркера і Руїза досягли домовленості щодо місця і дати бою.
10 грудня 2016 року у Окленді (Нова Зеландія) відбувся бій за вакантне звання чемпіона світу за версією WBO Енді Руїз (29-0, 19КО) — Джозеф Паркер (21-0, 18КО). Бій вийшов не дуже видовищним. Паркер, що зазвичай боксував агресивно, в цьому бою був дуже обережний. За весь бій суперники завдали на двох не більше десяти точних силових ударів. За підсумками 12 раундів судді віддали перемогу новозеландцю рішенням більшості — 115—113 двічі і 114—114. Паркер став чемпіоном світу за версією WBO у важкій вазі.

### Паркер проти Г'юї Ф'юрі
1 лютого 2017 року в Пуерто-Рико відбулися промоутерські торги за право проведення бою за титул чемпіона світу за версією WBO між чинним чемпіоном Джозефом Паркером та офіційним претендентом британцем Г'юї Ф'юрі. Право на проведення бою виграла новозеландська промоутерська компанія Duco Events, яка представляє інтереси чемпіона. Їхня пропозиція в $3,011,000 перебила пропозицію Френка Воррена у $2,800,000, який представляв Г'юї Ф'юрі. Гонорар мав ділитися у співвідношенні 60% на 40% на користь чемпіона. Паркер мав заробити $1,806,600, а Ф'юрі $1,204,400, для обох боксерів ці суми стали б рекордними у їхній кар'єрі. Duco Events оголосили, що бій відбудеться 1 квітня 2017 року на батьківщині чемпіона в Окленді на арені «Vector». Ф'юрі довго не підписував контракт, через що президент WBO сказав, що якщо боксер не підпише контракт до 23 лютого, то він дозволить Паркеру провести добровільний захист. Через зволікання британця бій перенесли на 6 травня 2017 року. 22 березня стало відомо, що батьку і тренеру Г'юї Ф'юрі Пітеру було відмовлено у візі через його кримінальне минуле, але через два дні йому видали візу на перебування у Новій Зеландії з 28 березня 2017 року по 10 травня 2017 року. Близько за два тижні до бою британець отримав травму, через що бій не зміг відбутися у запланований термін.
WBO постановила у терміновому порядку знайти суперника із топ-15 рейтингу організації. Ним став румунський боксер Разван Кожану, який був спаринг-партнером Паркера. Джозеф здобув одноголосну перемогу рішенням суддів 119-108, 117-110, 117-110.

### Паркер проти Джошуа
7 листопада 2017 року повідомлялося, що наступним суперником Паркера стане австралійський боксер Лукас Браун. Промоутер Брауна Метт Кларк розповів, що його боксер підписав контракт, а тепер очікує доки це зробить Паркер. У той же час австралієць не був включений до рейтингу WBO, а це означало, що йому необхідно завоювати регіональний титул для включення у рейтинг та бою за повноцінний титул. Пізніше стало відомо, що команда Паркера розглядала кандидатуру Брауна як запасну, у випадку невдалих перемовин з чемпіоном за версіями WBA (Super), IBF та IBO Ентоні Джошуа. Іншими кандидатурами для бою, які розглядала команда Паркера, були Браянт Дженнінгс та Олександр Повєткін. 
11 грудня за словами промоутера Ентоні Джошуа Едді Гірна  угода про бій Джозеф Паркер — Ентоні Джошуа була близька до підписання, а місцем проведення міг стати стадіон Мілленіум у Кардіффі, а також він сказав, що вони сильно переплачують Паркеру співвідношенням 65-35. 8 січня остаточно було затверджено стадіон Мілленіум як місце проведення, а 14 січня офіційно було оголошено, що він відбудеться 31 березня 2018 року, трансляцію у Британії проведе Sky Sports Box Office, а в Америці Showtime. 
В об'єднавчому поєдинку двох непереможних чемпіонів Ентоні Джошуа (20-0, 20KO) — Джозеф Паркер (24-0, 18KO) фаворитом був британець, який всі свої поєдинки до цього вигравав нокаутом. Джошуа переміг і цього разу, але йому вперше знадобилося 12 раундів і підлік суддівських записок. Всі судді віддали перемогу Джошуа, Паркер втратив титул чемпіона, а Джошуа став володарем титулів WBA Super, IBF, IBO і WBO.

### Паркер проти Вайлдера
Після поразки нокаутом 24 вересня 2022 року від Джозефа Джойса та наступних трьох перемог над ненайсильнішими суперниками 23 грудня 2023 року вийшов на бій проти ексчемпіона світу Деонтея Вайлдера (США). Всупереч передматчовим прогнозам Вайлдер не зміг нокаутувати новозеландця, який за рахунок більшої активності забрав на свій рахунок практично усі раунди, здобувши перемогу одностайним рішенням.

### Паркер проти Баколе
22 лютого 2025 року мав зустрітися в бою з чемпіоном світу за версією IBF британцем Денієлом Дюбуа, але той через захворювання знявся за два дні до бою, і на заміну йому вийшов конголезець Мартін Баколе. Без належної підготовки Баколе не протримався проти Паркера і двох раундів.

## Таблиця боїв
| 36 Перемог (24 нокаутом, 11 за рішенням суддів), 3 Поразки (1 нокаутом, 2 за рішенням суддів) |        |                        |        |               |                 |                                     | |
| Результат                                                                                     | Рекорд | Суперник               | Спосіб | Раунд, час    | Дата            | Місце проведення                    | Примітки                                                                                                |
| Перемога                                                                                      | 36-3   | Мартін Баколе          | TKO    | 2 (12)        | 22 лютого 2025  | Venue Riyadh Season, Ер-Ріяд        | Захистив титул «тимчасового» чемпіона WBO у важкій вазі                                                 |
| Перемога                                                                                      | 35-3   | Чжан Чжілей            | MD     | 12            | 8 березня 2024  | Kingdom Arena, Ер-Ріяд              | Виграв титул «тимчасового» чемпіона WBO у важкій вазі                                                   |
| Перемога                                                                                      | 34-3   | Деонтей Вайлдер        | UD     | 12            | 23 грудня 2023  | Kingdom Arena, Ер-Ріяд              | Захистив титул WBO Inter-Continental у важкій вазі. Завоював титул WBC International у важкій вазі      |
| Перемога                                                                                      | 33-3   | Саймон Кін             | KO     | 3 (10)        | 28 жовтня 2023  | Kingdom Arena, Ер-Ріяд              | Завоював вакантні титули WBO Inter-Continental та IBF Inter-Continental у важкій вазі.                  |
| Перемога                                                                                      | 32-3   | Фвіга Опела            | TKO    | 1 (10)        | 24 травня 2023  | Margaret Court Arena, Мельбурн      | |
| Перемога                                                                                      | 31-3   | Джек Мессі             | UD     | 10            | 21 січня 2023   | Манчестер Арена, Манчестер          | |
| Поразка                                                                                       | 30-3   | Джозеф Джойс           | KO     | 11 (12), 1:20 | 24 вересня 2022 | Манчестер Арена, Манчестер          | Бій за вакантний титул тимчасового чемпіона WBO у важкій вазі.                                          |
| Перемога                                                                                      | 30-2   | Дерек Чісора           | UD     | 12            | 18 грудня 2021  | Манчестер Арена, Манчестер          | Захистив титул WBO Inter-Continental у важкій вазі.                                                     |
| Перемога                                                                                      | 29-2   | Дерек Чісора           | SD     | 12            | 1 травня 2021   | Манчестер Арена, Манчестер          | Виграв вакантний титул WBO Inter-Continental у важкій вазі.                                             |
| Перемога                                                                                      | 28-2   | Джуніор Фа             | UD     | 12            | 27 лютого 2021  | Vector Arena, Окленд                | |
| Перемога                                                                                      | 27-2   | Шонделл Терелл Вінтерс | TKO    | 5 (10), 2:40  | 29 лютого 2020  | The Ford Center at The Star, Фриско | |
| Перемога                                                                                      | 26-2   | Алекс Леапаї           | TKO    | 10 (12), 2:18 | 29 червня 2019  | Dunkin Donuts Center, Провіденс     | |
| Перемога                                                                                      | 25-2   | Александер Флорес      | KO     | 3 (12), 2:51  | 15 грудня 2018  | Horncastle Arena, Крайстчерч        | |
| Поразка                                                                                       | 24-2   | Ділліан Вайт           | UD     | 12            | 28 липня 2018   | О2 Арена, Лондон                    | Бій за титул WBC Silver у важкій вазі. Бій за вакантний титул WBO International у важкій вазі.          |
| Поразка                                                                                       | 24-1   | Ентоні Джошуа          | UD     | 12            | 31 березня 2018 | Мілленіум, Кардіфф                  | Втратив титул чемпіона WBO у важкій вазі. Бій за титули чемпіона WBA (Super), IBF та IBO у важкій вазі. |
| Перемога                                                                                      | 24-0   | Г'юї Ф'юрі             | MD     | 12            | 23 вересня 2017 | Манчестер Арена, Манчестер          | Захистив титул чемпіона WBO у важкій вазі.                                                              |
| Перемога                                                                                      | 23-0   | Разван Кожану          | UD     | 12            | 6 травня 2017   | Vodafone Events Centre, Окленд      | Захистив титул чемпіона WBO у важкій вазі.                                                              |
| Перемога                                                                                      | 22-0   | Енді Руїз              | MD     | 12            | 10 грудня 2016  | Vector Arena, Окленд                | Виграв вакантний титул чемпіона WBO у важкій вазі.                                                      |
| Перемога                                                                                      | 21-0   | Олександр Димитренко   | KO     | 3 (12), 1:38  | 15 жовтня 2016  | Vodafone Events Centre, Окленд      | |
| Перемога                                                                                      | 20-0   | Саломон Хаумуно        | TKO    | 4 (12), 1:35  | 21 липня 2016   | Horncastle Arena, Крайстчерч        | |
| Перемога                                                                                      | 19-0   | Карлос Такам           | UD     | 12            | 21 травня 2016  | Vodafone Events Centre, Окленд      | |